# Poté
Poté là một đô thị thuộc bang Minas Gerais, Brasil. Đô thị này có diện tích 632,692 km², dân số năm 2007 là 14749 người, mật độ 23,5 người/km².